# Ceryx inaequalis
Ceryx inaequalis là một loài bướm đêm thuộc phân họ Arctiinae, họ Erebidae.